# Snelbinder (brug)
De Snelbinder is de naam voor de fiets- en voetgangersbrug die in Nijmegen aan de bestaande spoorbrug Nijmegen over de Waal is vastgemaakt. De aansluitende fietsviaducten aan weerszijden, ook over de Spiegelwaal, vormen tezamen een ca. 2 km lang fietspad, vanaf de Stieltjesstraat in Nijmegen tot de Griftdijk Noord in Lent. Alleen het deel boven water heeft een apart voetpad.
De brug zorgt voor een snelle fietsverbinding tussen het centrum van Nijmegen en nieuwbouwwijken in de Waalsprong, met een tijdwinst van ruim 10 minuten ten opzichte van omfietsen via de Waalbrug.
Opstappunten:
- een oprit aan de Stieltjesstraat (bij station Nijmegen)
- een trap bij de Nieuwe Hezelpoort
- een trap vanaf de Waalkade
- een trap vanaf het eiland Veur-Lent
- een trap aan de Oosterhoutsedijk in Lent
- een oprit aan de Laauwikstraat in Lent (bij station Nijmegen Lent)

## Plaatsing
De Snelbinder werd niet direct aan de spoorbrug vastgebouwd, maar in elkaar gezet op een platform, aan de noordkant van de Waal, de Lentse oever. Oorspronkelijk had de Snelbinder al in september 2003 geplaatst moeten worden. Alle voorbereidingen waren al getroffen, maar wegens te lage waterstand moest de plaatsing worden afgeblazen. Het duurde lang eer er een nieuwe datum geprikt kon worden, omdat de vier drijvende bokken (drijvende hijskranen), die voor het transport ingezet moesten worden, zelden tegelijkertijd beschikbaar zijn.
Op 20 maart 2004 is de Snelbinder met behulp van de vier bokken tegen de spoorbrug aan gehangen en bevestigd. Het treinverkeer over de spoorbrug en de scheepvaart op de Waal moesten daarvoor een dag worden stilgelegd.
De plaatsing en bevestiging hebben een hele dag in beslag genomen. Daarna was nog een aantal weken nodig om de brug af te werken. Toen hij opengesteld was, kwam er kritiek: de trappen naar de brug bleken bijzonder gebruikersonvriendelijk. Per 1 november 2019 is het met wat handigheid goed mogelijk om de brug met fiets te bereiken.

## Afbeeldingen

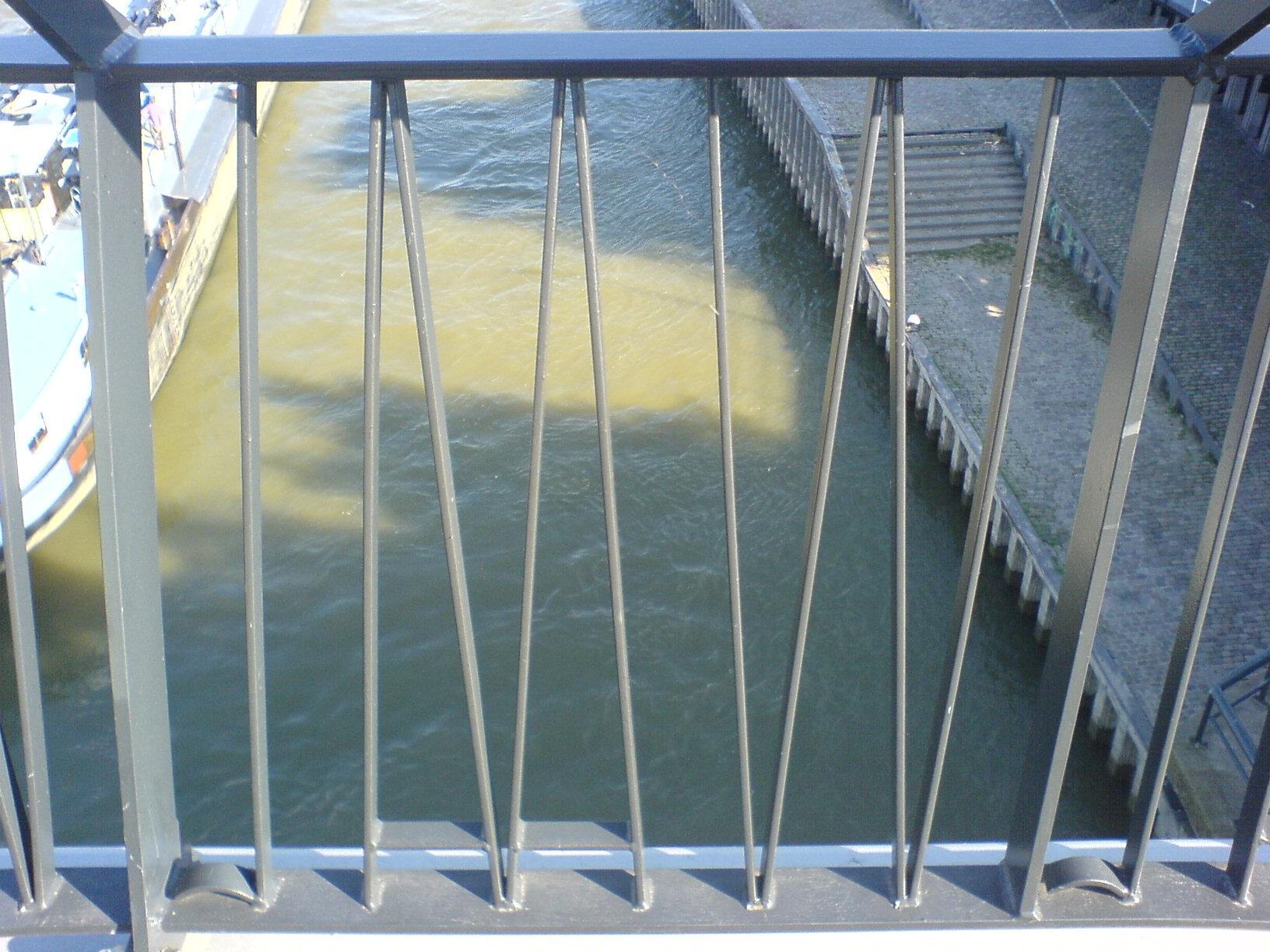
Detail van de Snelbinder, met het woord "WAAL" in spiegelbeeld gevormd door de spijlen in het hek
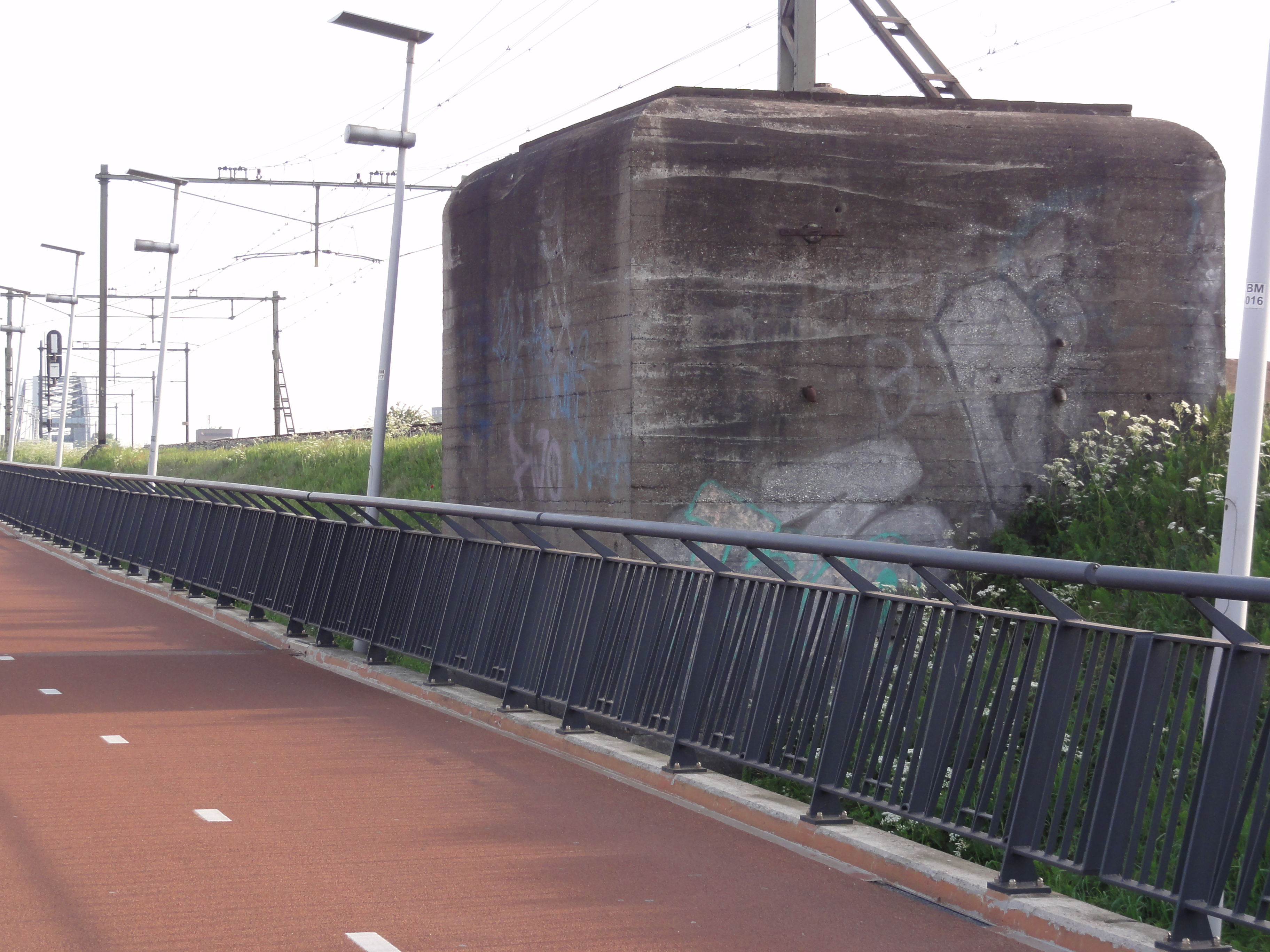
Brugkazemat tussen het spoor en de Snelbinder bij Lent
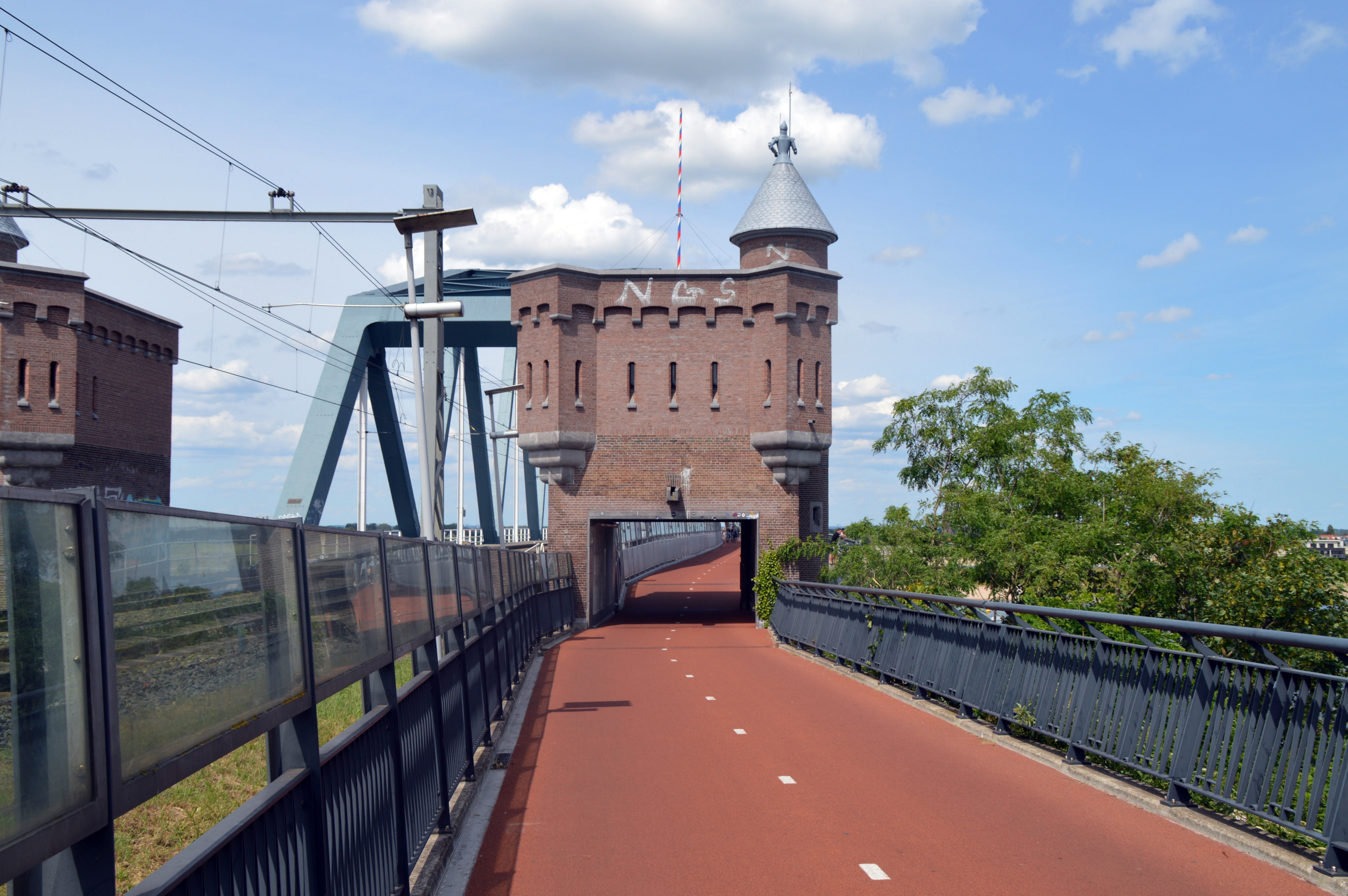
Landhoofd Spoorbrug Nijmegen. Doorgang naar de snelbinder vanaf het zuiden.
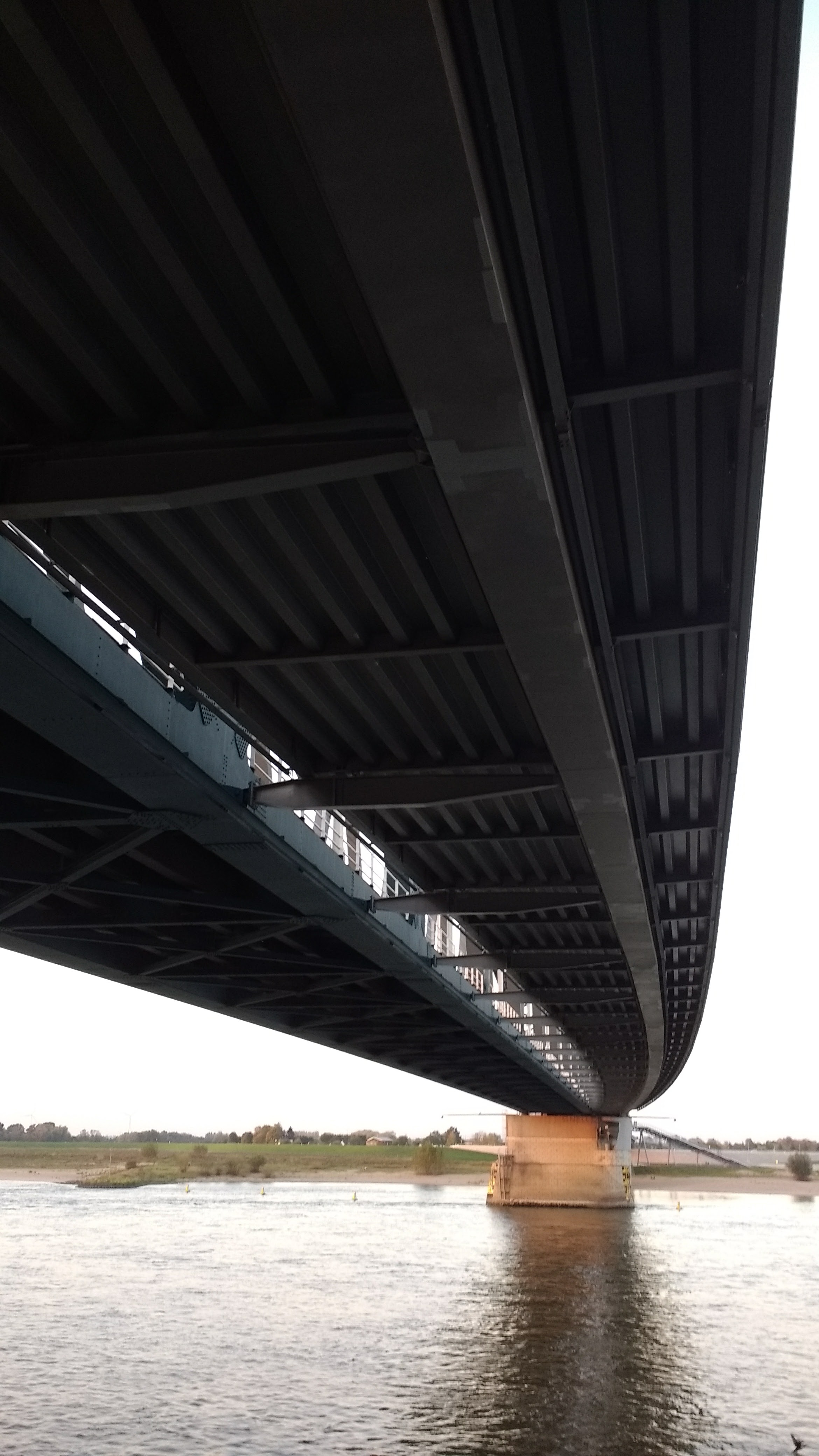
De Snelbinder (rechts) is aan de Spoorbrug bevestigd, onderzijde vanaf Spoorbrugkade
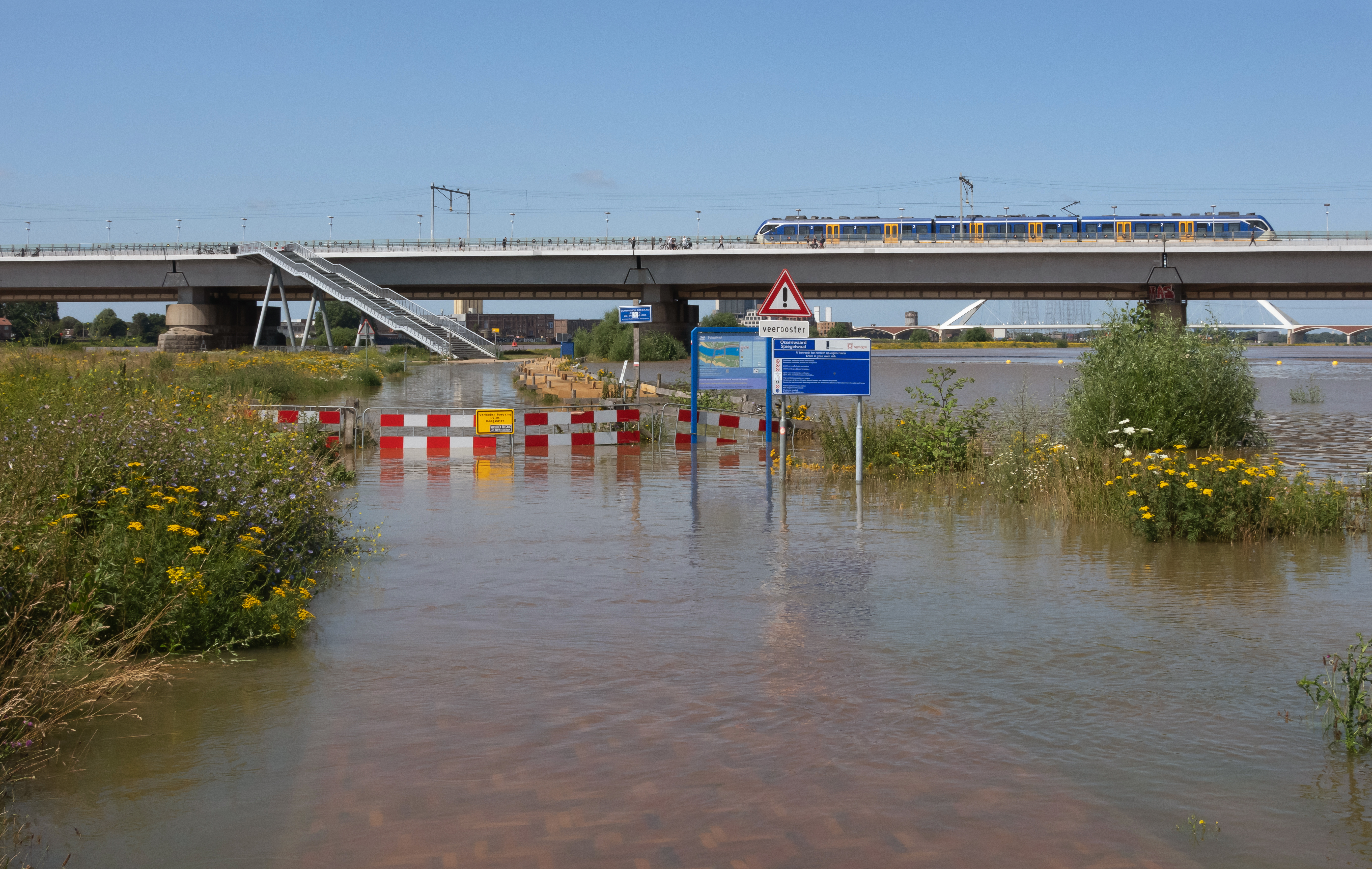
Het Ossenwaardpad naar de Snel-binder tijdens hoog water in de Waal